# Partido judicial de Ginzo de Limia
El Partido judicial de Ginzo de Limia es uno de los 45 partidos judiciales en los que se divide la Comunidad Autónoma de Galicia, siendo el partido judicial n.º 3 de la provincia de Orense.
Comprende los municipios de Baltar, Blancos, Porquera, Rairiz de Veiga, Sandianes, Sarreaus, Trasmiras, Villar de Barrio, Villar de Santos y Ginzo de Limia.
La cabeza de partido y por tanto sede de las instituciones judiciales es Ginzo de Limia. La dirección del partido se sitúa en la Rúa Ladeira de la localidad. Ginzo de Limia cuenta con un Juzgado de Primera Instancia e Instrucción.